# Culex rajah
Culex rajah är en tvåvingeart som beskrevs av Tsukamoto 1989. Culex rajah ingår i släktet Culex och familjen stickmyggor. Inga underarter finns listade i Catalogue of Life.